# Terence Alexander
Terence Joseph Alexander, född 11 mars 1923, i Islington, London, död 28 maj 2009 i London, var en brittisk skådespelare. 
Alexander är mest känd för sina roller i TV-serier som Forsytesagan och Bergerac.

## Filmografi i urval
- 1960 – Gentlemannaligan
- 1961 – Nu tar vi på oss allt
- 1963 – Hotel International
- 1965 – Agent M.I.5 anropar
- 1965–1969 – The Avengers (TV-serie)
- 1967 – Den långa duellen
- 1967 – Forsytesagan (TV-serie)
- 1969 – Låt pengarna rulla
- 1970 – Waterloo
- 1971 – Snobbar som jobbar (TV-serie)
- 1973 – Schakalen
- 1981 – De sju urens mysterium (TV-film)
- 1981–1991 – Bergerac (TV-serie)
- 1985 – Doctor Who (TV-serie)
- 1989–1992 – Parlamentets svarta får (TV-serie)